# Cédric Énard
Cédric Énard (* 20. März 1976 in Vouillé (Vienne)) ist ein französischer Volleyballtrainer und ehemaliger Spieler. Énard war Co-Trainer der Französischen Nationalmannschaft.

## Karriere
Énard spielte von 1997 bis 1999 bei Stade Poitevin Volley-ball – der Liga A des Französischen Volleyballverbands – und holte 1999 dort die Meisterschaft. Nach der Saison wechselte er zu Avignon Volley-ball in die Liga B, wo er mit der Mannschaft den Aufstieg schaffte. 2002, nach einer Verletzung, wechselte er zu Spacer’s Toulouse und beendete dort 2005 seine aktive Karriere als Spieler. Bereits im Vorjahr war er als Co-Trainer bei Toulouse aktiv. Ab 2011 war er für das Trainingszentrum des Vereins und als Trainer des Teams verantwortlich war. Er beendete seine Laufbahn bei Toulouse 2017 als Vize-Meister der Französischen Liga. In der folgenden Saison holte er mit Tours Volley-Ball die Französische Meisterschaft. Énard wechselte 2018 in die deutsche Bundesliga zu den Berlin Recycling Volleys. Mit diesen gewann er in der Saison 2018/19 die Deutsche Meisterschaft. In der folgenden Saison gewann er mit Berlin den DVV-Pokal und stand einen Spieltag vor Ende der Hauptrunde ungeschlagen an der Tabellenspitze, bevor die Saison vorzeitig aufgrund der COVID-19-Pandemie abgebrochen wurde. 2021, 2022 sowie 2023 wurde Énard mit den Berlinern erneut deutscher Meister.

## Erfolge

### Als Spieler
- 1999: Französischer Meister mit Stade Poitevin Volley-ball
- 2000: Meister in der Liga B mit Avignon Volley-ball

### Als Trainer
- 2017: Französischer Meister mit Tours Volley-Ball
- 2019: Deutscher Meister mit den Berlin Recycling Volleys
- 2020: DVV-Pokalsieger mit den Berlin Recycling Volleys
- 2021: Deutscher Meister mit den Berlin Recycling Volleys
- 2022: Deutscher Meister mit den Berlin Recycling Volleys
- 2023: Deutscher Meister mit den Berlin Recycling Volleys